# Stanisław Owczarek (duchowny)
Stanisław Owczarek (ur. 20 sierpnia 1905 w Warszawie, zm. 25 listopada 1981) – polski duchowny rzymskokatolicki, zaliczany do tzw. księży patriotów.

## Życiorys
Syn Michała. Był absolwentem szkoły podstawowej w Grodzisku Mazowieckim i Gimnazjum im. Tomasza Zana w Pruszkowie. W 1924 wstąpił do Wyższego Metropolitalnego Seminarium Duchownego w Warszawie, święcenia kapłańskie przyjął 6 lutego 1930. Następnie pracował jako wikariusz w Warce, Łowiczu, Pruszkowie, Markach, Karczewie, Goszczynie i Żychlinie. Działał w Akcji Katolickiej. 
Brał udział w kampanii wrześniowej jako kapelan szpitala wojskowego nr 103, w październiku 1939 powrócił do Żychlina. W październiku 1941 został aresztowany przez Gestapo i od października 1941 więziony w obozie Dachau (KL). 
Powrócił do Polski w maju 1945 i od sierpnia tegoż roku był proboszczem parafii Świętej Trójcy w Konarach. Został wówczas radnym Gminnej Rady Narodowej w Konarach. Pełnił funkcję reprezentanta duchownych podczas zjazdu założycielskiego Związku Bojowników o Wolność i Demokrację w dniach od 1 do 2 września 1949, był członkiem Głównej Komisji Księży przy ZBoWiD. W styczniu 1950 wszedł w skład zarządu przymusowego Caritas odebranego władzom kościelnym przez władze PRL Caritas (organizacja). Od września 1950 był członkiem Zarządu Głównego Zrzeszenia Katolików Caritas, od 1952 sekretarzem Prezydium Głównej Komisji Księży, od października 1953 sekretarzem Komisji Duchownych i Świeckich Działaczy przy Ogólnopolskim Komitecie Frontu Narodowego, od 1954 do likwidacji w lipcu 1955 wiceprzewodniczącym Głównej Komisji Księży. Był jednym księży redagujących czasopismo „Głos Kapłana”, ukazujące się za zgodą władz PRL od 1950.
W latach 1954-1964 był proboszczem parafii Narodzenia NMP w Warszawie, następnie przeszedł na emeryturę. Od 1956 był wiceprezesem Głównej Komisji Rewizyjnej Zrzeszenia Katolików Caritas, od 1959 sekretarzem generalnym Zarządu Kół Księży przy Zrzeszeniu Księży Caritas, od 1964 wiceprezesem Zrzeszenia, od 1971 jego prezesem.  
Był autorem wspomnień, które wydano w 1982 pt. Być zaangażowanym – być księdzem.
Zmarł 25 listopada 1981. Został pochowany na Cmentarzu Wojskowym na Powązkach w Warszawie (kwatera B23-4-18).

## Odznaczenia
- Order Sztandaru Pracy I klasy[16] (1969)[17]
- Krzyż Komandorski z Gwiazdą Orderu Odrodzenia Polski[16].
- Krzyż Komandorski Orderu Odrodzenia Polski (uchwałą Rady Państwa z 20 lipca 1954, za zasługi w pracy społecznej)[18]
- Krzyż Oficerski Orderu Odrodzenia Polski (uchwałą Rady Państwa z 22 lipca 1953, za zasługi w pracy społecznej)[19]
- Złoty Krzyż Zasługi (postanowieniem prezydenta Bolesława Bieruta z 31 sierpnia 1950, na wniosek Polskiego Komitetu Obrońców Pokoju – za zasługi położone w walce o pokój)[20]
- Medal 10-lecia Polski Ludowej (1955)[21]
- Medal „Za udział w wojnie obronnej 1939” (1981)[22]
- Medal "20-lecia Światowej Rady Pokoju" (1969)[23]